# 清心尼
清心尼（せいしんに、天正14年（1586年） - 正保元年（1644年））は、安土桃山時代から江戸時代初期にかけての女性。八戸氏21代当主。俗名は子子子（ねねこ）、祢々（ねね）、女古（めご）、または女子（めご）。

## 生涯
天正14年（1586年）、父：八戸直栄(八戸氏19代当主)、母：千代子（南部信直の娘）の娘として生まれる。
文禄 4年（1595年）、直栄が早世し、10歳の時に1つ年下の八戸直政(父、直栄の弟)と婚姻する。
慶長19年（1614年）6月、直政が越後国高田で没し、その嗣子久松も直後に夭逝したため、子子子が当主となった。これは南部藩主（三戸南部氏当主）南部利直の命によるものであった。利直は子子子に再嫁を勧めたが、彼女はこれを固辞し、剃髪して清心尼と称した。利直はさらに南部藩士との養子縁組を勧めたが、清心尼はこれも断った。
元和6年（1620年）、八戸氏の同族である新田氏から直義（弥六郎）を次女・愛の婿養子に迎え家督を譲った。
寛永4年（1627年）、利直は直義を根城から遠野へ移封したが、これに清心尼も従った。直義は南部藩の筆頭家老として盛岡にいることがほとんどだったため、遠野の統治は実質、清心尼が行った。
正保元年（1644年）6月、横田城において59歳で没した。

## 関連作品
小説
- 『かたづの!』(2014年) 中島京子
- 『清心尼』（2017年）松田十刻

漫画
- 『かたづの!』(2019年) 里中満智子、原作：中島京子